# Cops & Robbersons
Cops & Robbersons es una película de comedia lanzada en 1994 y dirigida por Michael Ritchie, protagonizada por Chevy Chase, Dianne Wiest, Jack Palance, Robert Davi, Selena Quintanilla y Miko Hughes.

## Trama
Cuando la policía descubre que un asesino a sueldo se ha mudado a la casa de al lado de los Robbersons, quieren descubrir que hará.

## Elenco
- Chevy Chase como Norman Robberson.
- Jack Palance como Jake Stone.
- Dianne Wiest como Helen Robberson.
- Robert Davi como Osborn.
- David Barry Gray como Tony Moore.
- Jason James Richter como Kevin Robberson.
- Fay Masterson como Cindy Robberson.
- Miko Hughes como Billy Robberson.
- Richard Romanus como Fred Lutz.
- Sal Landi como Jerry Callahan.